# Baltrum
Baltrum är en ö utanför Ostfriesland i den tyska delstaten Niedersachsen. Baltrum bildar en egen kommun inom distriktet Aurich och har cirka 600 invånare.

## Geografi
Baltrum, som en är av de ostfrisiska öarna, är cirka 5 kilometer lång och 1,4 kilometer bred. Den är den minsta av de sju bebodda öarna utanför Ostfrieslands kust. Högsta punkt på denna sandö är en 19 meter hög sanddyn.

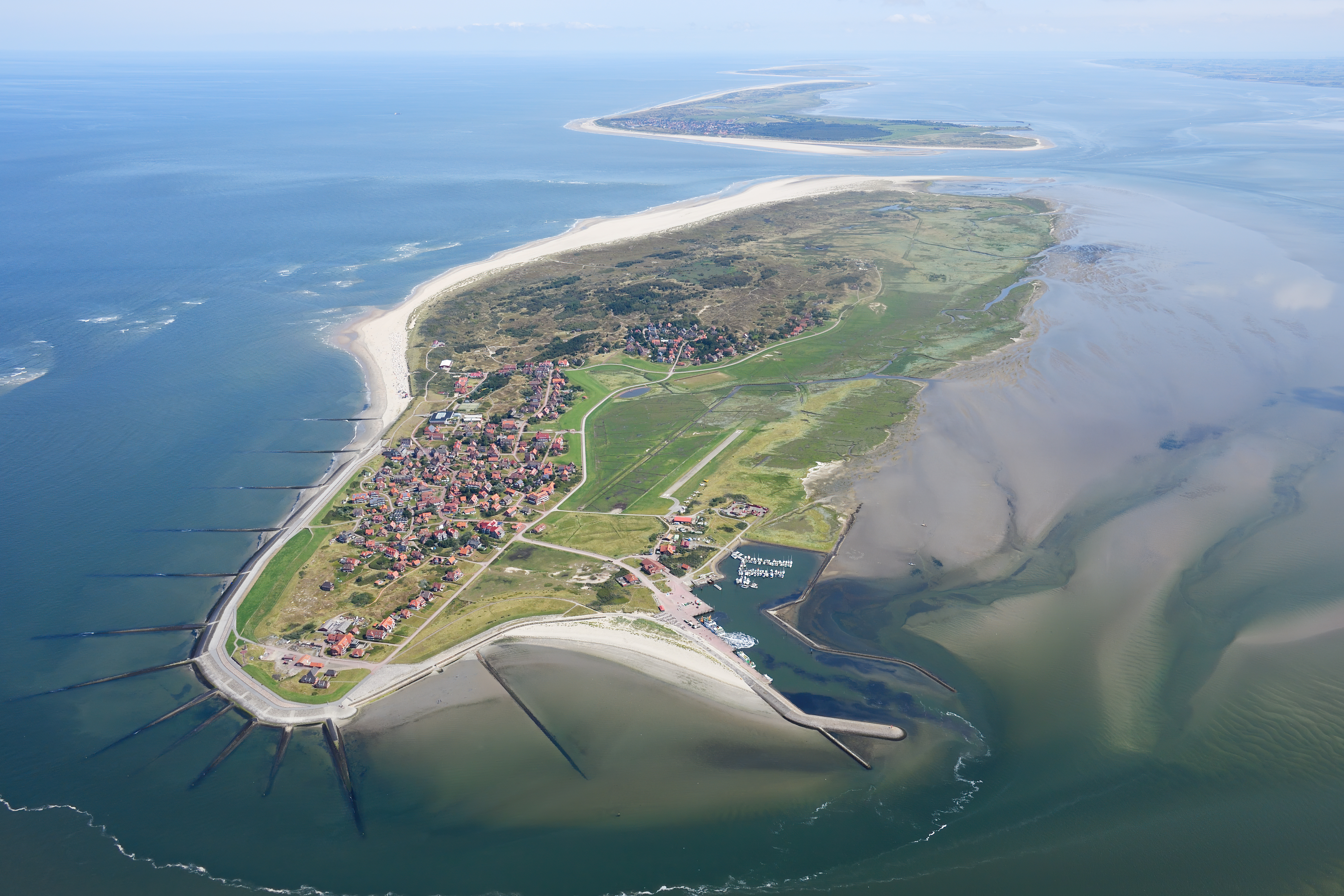
Den ostfrisiska ön Baltrum
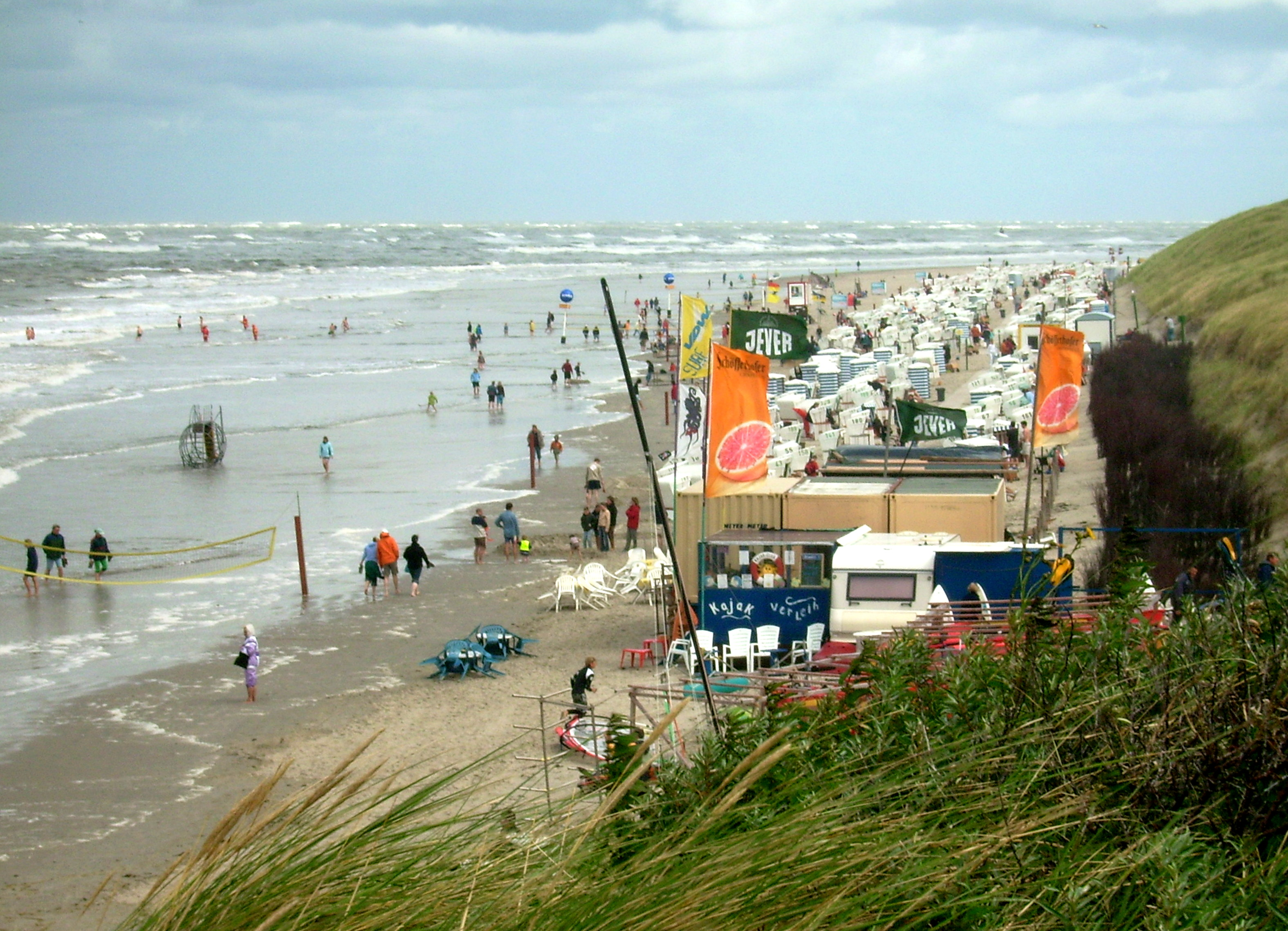
Stranden på Baltrum
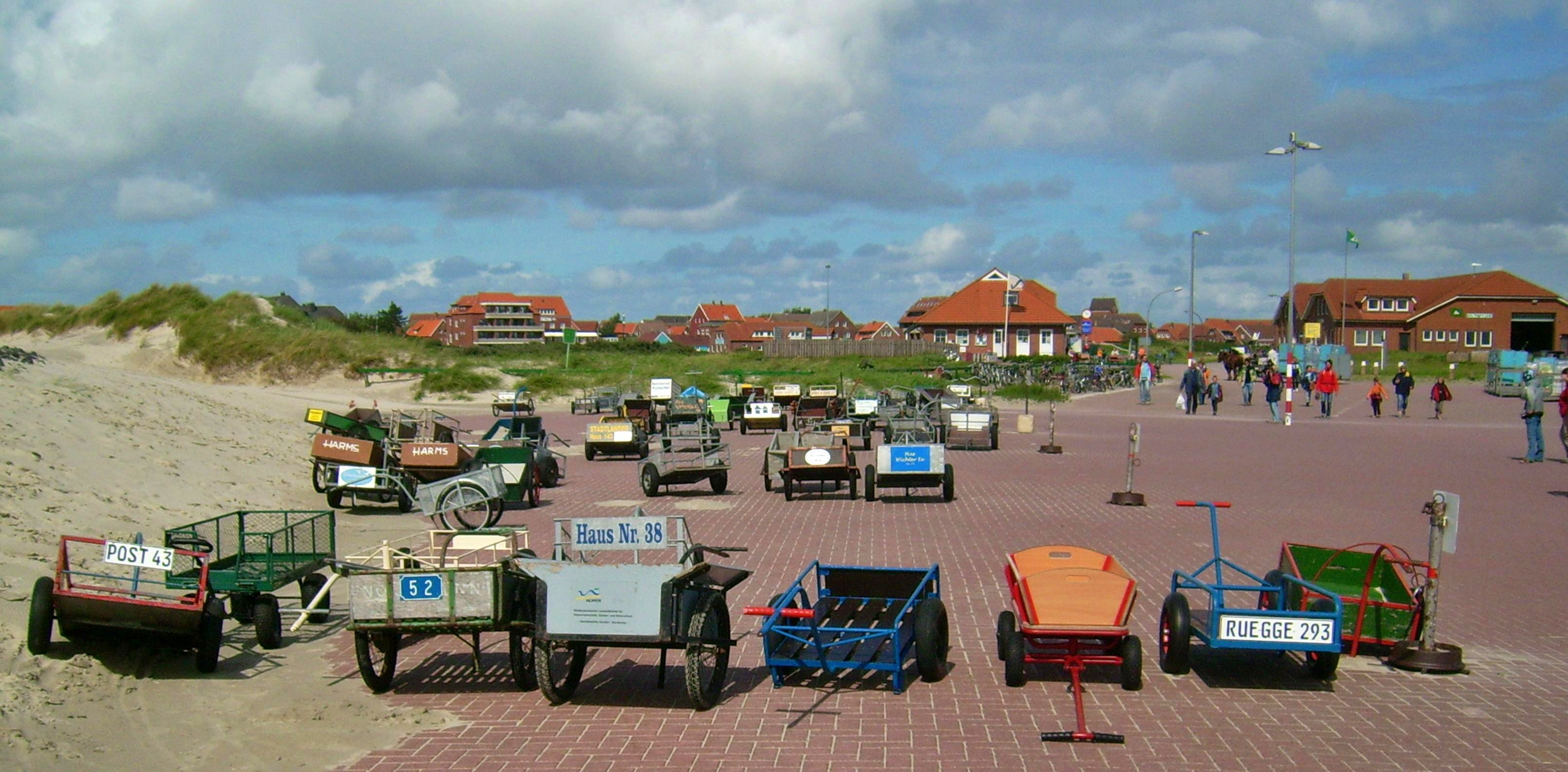
Inga bilar är tillåtna på Baltrum

## Historia
Ön omnämndes första gången år 1398. På 1600-talet var ön långsträckt men under de påföljande århundradena förlorade ön stora delar av sin yta till följd av erosion i samband med bland annat stormfloder. Samtidigt har öns position förskjutits alltmer åt öster. År 1650 hade ön endast 14 invånare och omkring år 1800 blev öns by och kyrka helt täckt av sand och en ny by fick byggas upp. En stormflod i februari 1825 orsakade stor skada på ön. Från år 1870 har stora insatser gjorts för att skydda ön mot fortsatt erosion. År 1876 blev ön officiellt ett havsbad.
Bauhausarkitekten Adolf Meyer drunknade under en simtur här år 1929.

## Näringsliv
Baltrums näringsliv domineras av turismen. Omkring 30.000 gäster kommer varje år till ön som är känd för sina badstränder och hotell. Biltrafik är förbjuden på ön.